# Stadion Miejski w Kietrzu
Stadion Miejski – wielofunkcyjny stadion w Kietrzu, w województwie opolskim, w Polsce. Może pomieścić 3500 widzów, z czego 2000 miejsc jest zadaszonych. Swoje spotkania rozgrywa na nim drużyna Włókniarza Kietrz. W sezonach 1999/2000, 2000/2001 oraz 2001/2002 stadion gościł drugoligowe występy zespołu Włókniarza.